# Woodditton
Woodditton è un villaggio e parrocchia civile dell'Inghilterra, appartenente alla contea del Cambridgeshire.